# Subvassall
A l'edat mitjana un subvassall o vassall menor era el vassall d'un senyor, que alhora ho era del rei amb el nom de súbdit. Es un terme emprat feudalisme gràcies al Pacte de vassallatge.
Es distingia del vassall ordinari o serfs per certs drets i exempcions que gaudia. La seva principal obligació era acudir a la guerra aixecant-se en armes quan era cridat pel seu senyor. Mes si el seu senyor, el vassall principal del rei, es rebel·lava contra el sobirà, el subvassall es veia en una qüestió bastant compromesa, ja que era vassall del rei i vassall del senyor de les propietats que gaudia en feu, tenia sobre sí dues obligacions contràries l'una a l'altra.